# مونكريفيلو
مونكريفيلو هي بلدية في مقاطعة فرشيلي التابعة لإقليم بييمونتي الإيطالي، تقع على بعد حوالي 35 كيلومتر (22 ميل) إلى الشمال الشرقي من مدينة تورينو وحوالي 35 كم غرب مدينة فيرتشيلي.
وهي موطن لقلعة من القرون الوسطى كانت مقر إقامة يولاند فالوا، دوقة سافوي وابنة شارل السابع ملك فرنسا في القرن الخامس عشر.

## السكان
في سنة 1861 بلغ عدد السكان 2٬333 نسمة، وتطور العدد ليصل في سنة 2011 لـ 1٬465 نسمة.
يظهر هذا المخطط البياني تطور النمو السكاني لـ مونكريفيلو

## وصلات خارجية
- الموقع الرسمي